# Oskar Göschen

Exlibris Oskar Göschen

Oskar Göschen (* 1824 in Leipzig; † 18. Februar 1900 auf Schloss Tentschach bei Klagenfurt am Wörthersee) war ein österreichischer Heraldiker, der als Pseudonym den Namen Pusikan verwandte.

## Leben

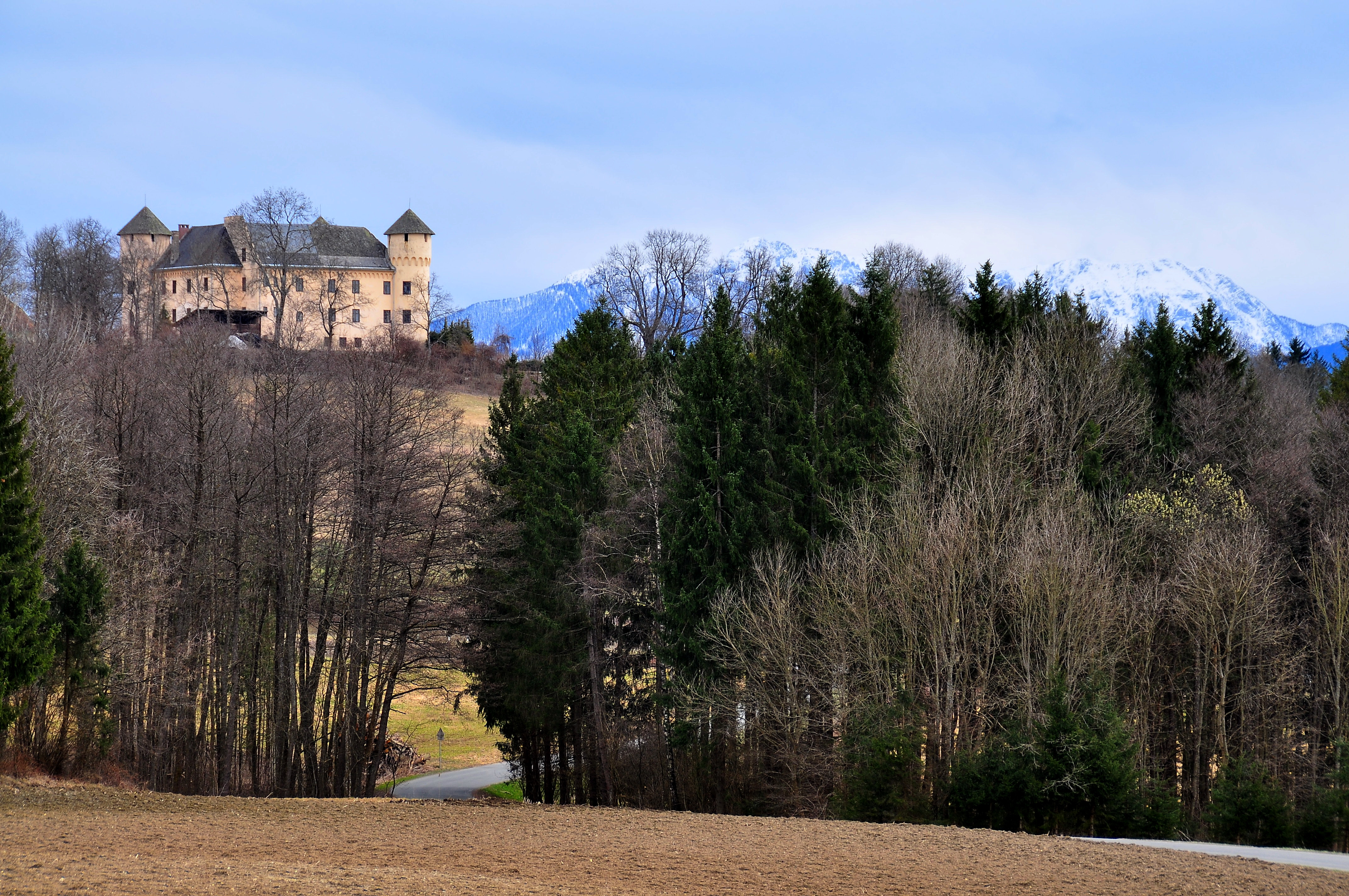
Schloss Tentschach von 1887–1900 im Besitz von Göschen

Oskars Vater war Georg Joachim Göschen (1791–1855), sein Großvater der bekannte Leipziger Verleger Georg Joachim Göschen (1752–1828). Das ursprüngliche Stammhaus der Familie war in Göschenen an der Reuss, das im Sempacher Kriege verlassen wurde. Auf die Leipziger geht auch die Londoner Bankhaus Frühling & Göschen (gegründet 1814) zurück, aus der Finanzminister wie Viscount George Goschen (1831–1907) und Diplomaten wie Sir William Edward Goschen (1847–1924) hervorgingen. Oskars Mutter war Philippine von Kaiserstein (1789–1855) aus der Familie der Freiherren von Kaiserstein, die Anfang des 19. Jahrhunderts in Kärnten die Herrschaften Tentschach, Kleinreideben, Steuerberg und ein einträgliches Wiener Freihaus (Mietshaus) besaß.

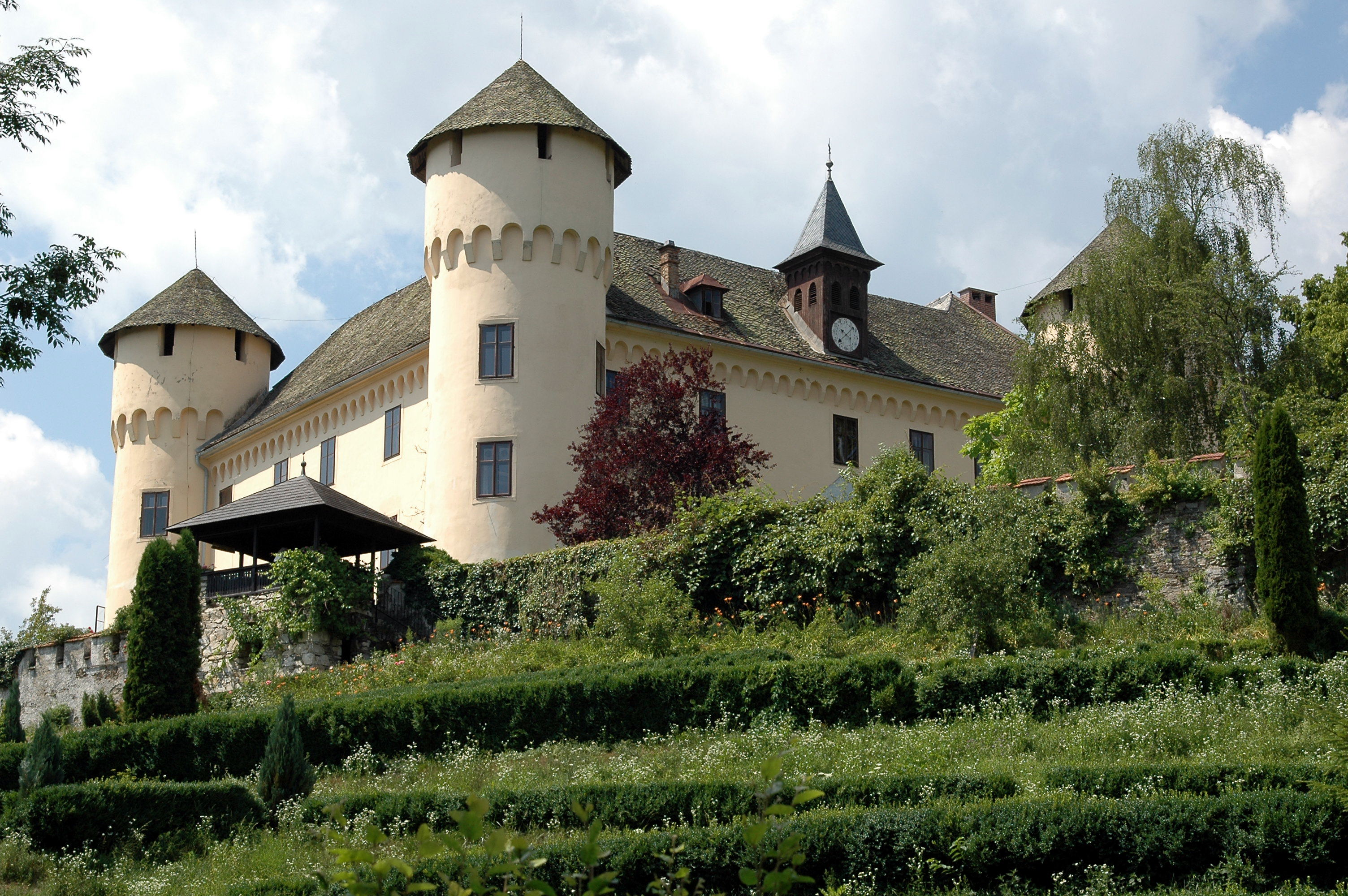
Schloss Tentschach

Göschen studierte an der Universität Leipzig und der Ruprecht-Karls-Universität Heidelberg. Dort wurde er Mitglied der Corps Misnia (1845) und Guestphalia Heidelberg (1846). Der Gutsbesitzer war kaiserlich-königlicher Major. Ab 1880 war er Mitarbeiter am Neuen Siebmacher, einem ab 1854 neu aufgelegten Wappenbuch. In den 1880er Jahren wollten Oskars Kaisersteiner-Verwandte Schloss Tentschach verkaufen. Schließlich hat er das Schloss in Tentschach erworben, nachdem er vorher auf der Hollenburg und Schloss Mageregg wohnte. Er diente im Infanterie-Regiment Nr. 22 der Österreich-Ungarischen Armee und ist als Hauptmann mit Majortitel um 1860 in den Ruhestand getreten. Nach seinem Tod 1900 wurde er in der Familiengruft der Kaiserstein auf dem Kärntner Schloss Krastowitz begraben. Das Gut Tentschach erbte Sir William Edward Goschen.
Unter dem Pseudonym Pusikan verfasste er seine heraldischen Werke. Göschen unterstützte die Genealogische Forschung in Kärnten nicht nur mit seinen Publikationen, sondern auch mit Geldspenden und dem Heranschaffen von Akten und Büchern. In der Bevölkerung galt er als „Sonderlingsnatur“. Es wurde erzählt, „dass er ab und zu Proben seines Leichenbegängnisses abgehalten habe.“

## Werke
- Landgraf, Landgraf, werde hart! Klagenfurt 1869 Digitalisat
- Die Kaiserstein. Geschichte des Hauses. Wien 1873. Digitalisat
- Über die Bedeutung der Wappenfiguren, Nürnberg 1877 im Internet Archive
- Die Helden von Sempach. Wappendarstellungen. Zürich, 1886.
- Neuer Siebmacher. Band: Kärnten. ab 1880.
- Entstehung und Bedeutung der Wappenbilder. In: Jahrbuch d. k. k. herald. Ges. "Adler". N. F. Bd. 16. Wien 1906.
- Der Ritterstand. In: Heraldisch-Genealogische Zeitschrift des Vereines Adler. Wien 1873.
- Fürsten, Grafen, Herren und Ritterbürtige, welche von 1477 bis 1628 zu Tübingen studiert haben. In: Vierteljahresschrift für Heraldik, Sphragistik und Genealogie. Berlin 1876
- Die Verbannten des Jahres 1629. Über die Exulanten, Handschrift im Archiv des Geschichtsvereins für Kärnten[7]